# Finał Pucharu Polski w piłce nożnej 2000
Finał Pucharu Polski w piłce nożnej 2000 – mecze piłkarskie kończący rozgrywki Pucharu Polski 1999/2000 oraz mające na celu wyłonienie triumfatora tych rozgrywek, pomiędzy Wisłą Kraków a Amicą Wronki. Finał został rozegrany systemem pierwszy mecz i mecz rewanżowy. Pierwszy mecz został rozegrany 6 czerwca 2000 roku na Stadionie Miejskim w Krakowie, natomiast mecz rewanżowy został rozegrany 9 czerwca 2000 roku na Stadionie Amiki Wronki we Wronkach. Trofeum po raz 3. wywalczyła Amica Wronki, która uzyskała tym samym prawo gry w kwalifikacjach Pucharu UEFA 2000/2001.

## Droga do finału
| Wisła Kraków | Wisła Kraków          | Wisła Kraków | Runda       | Amica Wronki | Amica Wronki    | Amica Wronki |
| Data         | Przeciwnik            | Wynik        | Runda       | Data         | Przeciwnik      | Wynik        |
| ------------ | --------------------- | ------------ | ----------- | ------------ | --------------- | ------------ |
| 13.10.1999   | Lechia/Polonia Gdańsk | 2:0          | IV runda    | 13.10.1999   | Ruch Radzionków | 2:1 pd.      |
| 08.03.2000   | Stal Stalowa Wola     | 2:2 (k. 5:3) | 1/8 finału  | 08.03.2000   | ŁKS Łódź        | 2:1 pd.      |
| 11.04.2000   | GKS Bełchatów         | 0:1          | Ćwierćfinał | 11.04.2000   | Legia Warszawa  | 2:3          |
| 19.04.2000   | GKS Bełchatów         | 2:0          | Ćwierćfinał | 18.04.2000   | Legia Warszawa  | 3:2 (k. 3:1  |
| 04.05.2000   | Polonia Warszawa      | 2:1          | Półfinał    | 04.05.2000   | RKS Radomsko    | 5:3          |
| 11.05.2000   | Polonia Warszawa      | 2:0          | Półfinał    | 11.05.2000   | RKS Radomsko    | 1:0          |

## Tło
W finale rozgrywek zmierzyli się ze sobą: wicemistrz Polski Wisła Kraków oraz triumfator dwóch poprzednich rozgrywek Amica Wronki. 24 maja 2000 roku w Krakowie, w przedostatniej, 29. kolejce ekstraklasy 1999/2000 oba kluby grały ze sobą: mecz wówczas zakończył się remisem 1:1. Oba kluby grały także ze sobą 22 września 1999 roku na Miejskim Stadionie Sportowym „KSZO” w Ostrowcu Świętokrzyskim w Superpucharze Polski 1999. Wówczas mecz zakończył się wygraną Amici Wronki 1:0. Finał po raz pierwszy w historii został rozegrany w formule dwumeczu: pierwszy mecz i rewanż.

## Finał
| Drużyna 1    | Wynik dwumeczu | Drużyna 2    | Pierwszy mecz | Drugi mecz |
| ------------ | -------------- | ------------ | ------------- | ---------- |
| Wisła Kraków | 2:5            | Amica Wronki | 2:2           | 0:3        |

### Pierwszy mecz

#### Przebieg meczu
Mecz odbył się 6 czerwca 2000 roku na Stadionie Miejskim w Krakowie. Sędzią głównym spotkania był Ryszard Wójcik. Tuż przed meczem prezes PZPN Michał Listkiewicz wręczył zawodnikom drużyny Białej Gwiazdy srebrne medale za wicemistrzostwo Polski w sezonie 1999/2000, po czym pozowali do pamiątkowego zdjęcia z... Pucharem Polski. Już od samego początku meczu drużyna Białej Gwiazdy przeszła do ataku i już w pierwszych minutach miała okazję do zdobycia goli za sprawą Radosława Kałużnego, Olgierda Moskalewicza, Tomasza Frankowskiego, Tomasza Kulawika oraz Ryszarda Czerwca.
W 28. minucie napastnik Amici Wronki Paweł Kryszałowicz dostał piłkę w okolicach środka boiska, po czym pędził zostawiając za sobą bezradnego obrońcę drużyny przeciwnej, Grzegorza Lekkiego, chwilę dogrywając na polu karnym do Remigiusza Sobocińskiego, który strzelił pierwszą bramkę meczu. W 44. minucie z podania zawodnika drużyny Białej Gwiazdy, Kazimierza Moskala Tomasz Frankowski swoim sprytnym strzałem z woleja umieścił piłkę w długim rogu bramki drużyny przeciwnej, doprowadzając tym samym do wyrównania na 1:1.
Druga połowa również się rozpoczęła obiecująco dla drużyny Białej Gwiazdy. Okazję do zdobycia gola mieli Radosław Kałużny oraz Kamil Kosowski, Marek Zając oraz Tomasz Kulawik. Gdy Paweł Kryszałowicz w 57. minucie był zmieniany za Grzegorza Króla, kibice drużyny Białej Gwiazdy bile w jego stronę brawa oraz skandowali okrzyki zachęcające do przejścia do ich klubu. W 65. minucie w wyniku błyskawicznej kontry gola na 2:1 dla Amici Wronki zdobył Tomasz Sokołowski II. W 77. minucie po lekkim strzale napastnika drużyny Białej Gwiazdy, Macieja Żurawskiego bramkarz drużyny przeciwnej Jarosław Stróżyński, który był atakowany przez Marka Zająca wypuścił piłkę z rąk, po czym trafiła w stronę Tomasza Frankowskiego, który swoim strzałem ustalił wynik meczu na 2:2.

#### Szczegóły meczu
| 6 czerwca 2000 18:00 | Wisła Kraków · Frankowski 44', 77' | 2:21:1Raport | Amica Wronki · 28' Sobociński · 65' Sokołowski II | Stadion Miejski, Kraków Widzów: 8 000 Sędzia: Ryszard Wójcik (Opole) |
|                      |                                    |              |                                                   |                                                                      |

| Wisła Kraków: |  |                     |              |     |
|               |  |                     |              |     |
| BR            |  | Artur Sarnat        |              |     |
| OB            |  | Marek Zając         |              |     |
| OB            |  | Grzegorz Lekki      |              | 75' |
| OB            |  | Kazimierz Węgrzyn   |              |     |
| OB            |  | Kazimierz Moskal    |              |     |
| PO            |  | Radosław Kałużny    |              |     |
| PO            |  | Ryszard Czerwiec    | Żółta kartka | 67' |
| PO            |  | Tomasz Kulawik      |              | 75' |
| PO            |  | Kamil Kosowski      |              |     |
| NA            |  | Olgierd Moskalewicz |              |     |
| NA            |  | Tomasz Frankowski   |              |     |
| Zmiany:       |  |                     |              |     |
| NA            |  | Maciej Żurawski     |              | 67' |
| PO            |  | Grzegorz Pater      |              | 75' |
| OB            |  | Grzegorz Kaliciak   |              | 75' |
| Trener:       |  |                     |              |     |
| Adam Nawałka  |  |                     |              |     |

| Amica Wronki:   |  |                      |              |     |
|                 |  |                      |              |     |
| BR              |  | Jarosław Stróżyński  |              |     |
| OB              |  | Grzegorz Wódkiewicz  | Żółta kartka | 46' |
| OB              |  | Marek Bajor          |              |     |
| OB              |  | Paweł Pęczak         |              |     |
| OB              |  | Tomasz Sokołowski II |              |     |
| PO              |  | Jarosław Bieniuk     | Żółta kartka |     |
| PO              |  | Dariusz Jackiewicz   | Żółta kartka |     |
| PO              |  | Radosław Biliński    |              | 80' |
| PO              |  | Marek Zieńczuk       |              |     |
| NA              |  | Remigiusz Sobociński |              |     |
| NA              |  | Paweł Kryszałowicz   |              | 57' |
| Zmiany:         |  |                      |              |     |
| OB              |  | Bartosz Bosacki      |              | 46' |
| NA              |  | Grzegorz Król        |              | 57' |
| OB              |  | Mirosław Siara       |              | 80' |
| Trener:         |  |                      |              |     |
| Stefan Majewski |  |                      |              |     |

### Rewanż

#### Przebieg meczu
Mecz odbył się 9 czerwca 2000 roku o godz. 18:00 na Stadionie Amiki Wronki we Wronkach. Sędzią głównym spotkania był Tomasz Mikulski. Początek meczu należał do drużyny Białej Gwiazdy mogła objąć prowadzenie po strzale Tomasza Frankowskiego, jednak obrońca drużyny przeciwnej, Paweł Pęczak przeciął lot piłki.
W 8. minucie Tomasz Sokołowski II podał nie pilnowanego Radosława Bilińskiego, który wykorzystał słabą współpracę obrońców drużyny przeciwnej, Arkadiusza Głowackiego i Kazimierza Węgrzyna i zdobył gola na 1:0. W 9. i 20. minucie ten sam zawodnik mógł zdobyć kolejne gole, jednak w bramce drużyny przeciwnej dobrze się spisał Artur Sarnat. Później okazje do zdobycia goli mieli zawodnicy drużyny Białej Gwiazdy, lecz swoich okazji nie wykorzystali: Radosław Kałużny, Brasília oraz Tomasz Kulawik. W 45. minucie po identycznym podaniu na 16 metrze otrzymał Marek Zieńczuk, który minął Artura Sarnata, tym samym podwyższając wynik na 2:0.
Druga połowa była bardzo wyrównana, gdy zawodnicy obu drużyny mieli okazję do zdobycia gola. W 72. minucie bramkarz Amici Wronki Czesław Michniewicz, który w 35. minucie zastąpił kontuzjowanego Jarosława Stróżyńskiego zderzył się z zawodnikiem drużyny przeciwnej, Radosławem Kałużnym, po czym chwycił go wpół i nie pozwolił dojść do piłki. W 85. minucie Remigiusz Sobociński, który w trzech ostatnich meczach z drużyną Białej Gwiazdy zdobywał co najmniej jednego gola, w tym meczu również zdobył gola, ustalając tym samym wynik meczu.

#### Szczegóły meczu
| 9 czerwca 2000 18:00 | Amica Wronki · Biliński 8' · Zieńczuk 45' · Sobociński 84' | 3:02:0Raport | Wisła Kraków | Stadion Amiki Wronki, Wronki Widzów: 5 500 Sędzia: Tomasz Mikulski (Lublin) |
|                      |                                                            |              |              |                                                                             |

| Amica Wronki:   |  |                      |              |     |
|                 |  |                      |              |     |
| BR              |  | Jarosław Stróżyński  |              | 35' |
| OB              |  | Grzegorz Wódkiewicz  |              |     |
| OB              |  | Marek Bajor          |              |     |
| OB              |  | Paweł Pęczak         | Żółta kartka | 67' |
| OB              |  | Tomasz Sokołowski II |              |     |
| PO              |  | Bartosz Bosacki      |              |     |
| PO              |  | Radosław Biliński    |              |     |
| PO              |  | Marek Zieńczuk       |              | 87' |
| NA              |  | Grzegorz Król        |              |     |
| NA              |  | Remigiusz Sobociński |              |     |
| NA              |  | Paweł Kryszałowicz   |              |     |
| Zmiany:         |  |                      |              |     |
| BR              |  | Czesław Michniewicz  |              | 35' |
| OB              |  | Mirosław Siara       |              | 67' |
| PO              |  | Tomasz Dawidowski    |              | 87' |
| Trener:         |  |                      |              |     |
| Stefan Majewski |  |                      |              |     |

| Wisła Kraków: |  |                     |              |     |
|               |  |                     |              |     |
| BR            |  | Artur Sarnat        |              |     |
| OB            |  | Marek Zając         |              |     |
| OB            |  | Arkadiusz Głowacki  | Żółta kartka |     |
| OB            |  | Kazimierz Węgrzyn   | Żółta kartka |     |
| OB            |  | Radosław Kałużny    | Żółta kartka |     |
| PO            |  | Kazimierz Moskal    |              |     |
| PO            |  | Olgierd Moskalewicz |              |     |
| PO            |  | Tomasz Kulawik      |              | 46' |
| PO            |  | Kamil Kosowski      |              | 81' |
| NA            |  | Brasília            | Żółta kartka | 46' |
| NA            |  | Tomasz Frankowski   |              |     |
| Zmiany:       |  |                     |              |     |
| OB            |  | Grzegorz Kaliciak   | Żółta kartka | 46' |
| NA            |  | Maciej Żurawski     |              | 46' |
| PO            |  | Grzegorz Pater      |              | 81' |
| Trener:       |  |                     |              |     |
| Adam Nawałka  |  |                     |              |     |

| Puchar Polski w piłce nożnej 1999/2000 Zwycięzcy |
| ------------------------------------------------ |
| Amica Wronki 3. Tytuł                            |